# Weltbild (Pierre Teilhard de Chardin)
Das Weltbild des französischen Jesuiten und Naturwissenschaftlers Pierre Teilhard de Chardin (1881–1955) basiert auf seinem einheitlichen Lehr- und Theoriengebäude, mit dem er die Erkenntnisse der Naturwissenschaft seiner Zeit endgültig in eine glaubensbasierte Weltanschauung einordnen wollte. Teilhards von orthogenetischen und vitalistischen Ideen geprägtes weltanschauliches Denken wurde noch zu seinen Lebzeiten von der Entwicklung der Naturwissenschaft überholt.

## Teilhards Entwicklungsbegriff
Für Teilhard ist Entwicklung eine zentrale Dimension des ganzen lebendigen Kosmos. In seiner Sicht erscheint und besteht auch innerhalb der Welt alles als Funktion eines Ganzen. „Das ist der allgemeinste, tiefste und unanfechtbarste Sinn der Idee der Evolution.“

### Zwei Formen von Entwicklung
Bei Teilhard drückt sich das zeitliche Geschehen in zwei Entwicklungsbegriffen aus: Der eine bezieht sich auf das Werden in großen Zeiträumen der Menschheitsgeschichte, wie sie im einen Hauptwerk Der Mensch im Kosmos beschrieben wird. Der andere kommt im zweiten Hauptwerk Das göttliche Milieu zur Geltung und bezieht sich auf die individuelle Glaubens- und Seelenentwicklung.

### Kollektive Entwicklung
Teilhard ergriff während seines Theologiestudiums die Gelegenheit, die katholische Lehre mit der Zeitdimension zu konfrontieren, bezüglich des Schöpfungsglaubens zu ergründen und sie seinen naturwissenschaftlichen Erkenntnissen gegenüberzustellen (siehe dazu Evolution und Schöpfung).
Die Evolution beantwortet den Zusammenhang des Lebendigen: „Alles Lebendige stammt vom Lebendigen“ (Omne vivum e vivo). Teilhard nimmt weder eine Urzeugung an, noch einen wunderbaren Eingriff Gottes für jede Art, sondern jedes Lebewesen stammt von einem Keim, der wiederum von einem Elternorganismus abstammt. Zu diesem „Gesetz der Geburt“ kommt das „Gesetz der Divergenz“: Je mehr sich die abstammenden Wesen durch Variation und Mutation vom Ursprung entfernen, desto unähnlicher werden sie den Vorfahren. In diesem allgemeinen Sinn ist die Evolution für Teilhard weder eine Hypothese, noch eine empirische Tatsache; sie ist eine „unaustilgbare Dimension des lebendigen Kosmos“. Die Frage nach dem „Wie“, also nach dem Stammbaum, jedoch bleibt hypothetisch und offen, ebenso die Ursachenfrage.
Zentral bei Teilhards Evolutionsbegriff ist der Übergang von einer geringeren zu einer höheren zentrierten Komplexität und damit zum Aufstieg des Bewusstseins. Nach einer langen Zeit der passiven Evolution beginnt mit dem Menschen die Fortsetzung in der aktiven Weiterentwicklung des Menschlichen. Das bedeutet für Teilhard, dass die Evolution im Menschen durch die Liebe ein Werk personaler Art verfolgt. In einer spirituellen Schau der Evolution sieht Teilhard im Menschen die Weiterführung des Schöpfungwerks bis zur Erfüllung durch Christus:

„Die Evolution macht Christus möglich, indem sie der Welt einen Gipfel entdeckt – ebenso macht Christus die Evolution möglich, indem er der Welt einen Sinn gibt.“

### Individuelle Seelenentwicklung
Teilhards Beitrag zur inneren Glaubens- und Seelenentwicklung ist vor allem in der Schrift Das göttliche Milieu zu finden. Teilhard bezieht sich auf die christliche Glaubenslehre, wo entsprechende Hinweise schon in der Apostelgeschichte zu finden seien.
Nach Teilhard findet die creatio continua in und durch den Menschen ihre Fortsetzung. Sie manifestiert sich immer in Umwandlungsprozessen, sowohl individuell als auch gesamtmenschheitlich. Henri de Lubac schreibt dazu: „In der Schrift Das Christische (von 1955) wird die Gegenwart Christi im Universum als eine ‚umwandelnde Gegenwart’ definiert. [...] Indem Teilhard so die ‚Umwandlung’ (transformation), welche die Natur bei ihrem Übergang zur übernatürlichen Ordnung erleidet, bejaht, macht er in ganz besonders ausdrucksvoller Art die Transzendenz dieser übernatürlichen Ordnung klar.“

### Der zeitliche Umfang von Teilhards Weltbild
Teilhards Weltbild kann nach Elliott in fünf Abschnitte gegliedert werden:
1. die ferne Vergangenheit: die Erforschung der Prozesse, die das Universum zum Leben erweckten;
2. die unmittelbare Vergangenheit: die Erkenntnis der Richtung dieser Bewegungen;
3. die Gegenwart: die Interpretation der gegenwärtigen Umwandlung von Prozessen durch auf Vorangegangenes zurückgreifende Ansätze;
4. die unmittelbare Zukunft: die Entdeckung der zukünftigen Ausrichtung;
5. die ferne Zukunft: die Interpretation des Endstadiums des Universums.

Für Teilhard beziehen sich die fünf Abschnitte in der Geschichte des Universums zwar alle auf eine einzige Bewegung, aber sie folgen einander nicht wie gleichrangige Episoden, sondern wie die Akte in einem Drama. Sie sind nicht Teile, die man aus dem zeitlichen Verlauf herausschneidet, sondern Phasen einer organischen Entwicklung. Jede stellt nicht nur einen besonderen Aspekt der Erdgeschichte dar, sondern erfordert für ihr Verständnis eine besondere Denkbewegung, die dem jeweiligen historischen Abschnitt entspricht.

## Teilhards Weltbild
Pierre Teilhard de Chardin hat während vierzig Jahren sein Weltbild in immer neuen Varianten in Büchern, Aufsätzen und Vorträgen dargestellt. Die Grundzüge blieben während der ganzen Zeit dieselben. Teilhard habe in einem Vortrag am 3. März 1941 in der Französischen Botschaft in Peking, wo er während des Zweiten Weltkriegs interniert war, zum Thema Die Zukunft des Menschen in den Augen eines Paläontologen, aus seinen Kenntnissen vergangener Erdperioden seine Zukunftsvision abgeleitet. Er schrieb dazu: „Dieser Beitrag ist die Frucht von dreißig Jahren aufrichtigen Kontakts mit wissenschaftlichen wie mit religiösen Kreisen in Europa, Amerika und im Fernen Osten.“.

## Zeitgenössische Einordnung
Orthogenetische Evolutionsvorstellungen, wie sie von Teilhard vertreten wurden, waren in der ersten Hälfte des 20. Jahrhunderts weit verbreitete gültige Naturwissenschaft. Diese wurden häufig, wie bei Teilhard auf Visionen basierend, mit einer Art „kosmischer Teleologie“ fusioniert. Der Glaube, man könne durch diese Schau Naturwissenschaft und Religion weltanschaulich zu einer Einheit verbinden, war weit verbreitet. Um die Wende zum 20. Jahrhundert wurde in der Biologie ein Streit zwischen Vitalismus und Mechanismus ausgefochten. Unter dem Eindruck, dass verschiedene Probleme der Entwicklungsbiologie durch den mechanistischen Ansatz nicht befriedigend erklärt werden konnten, entstand der Neovitalismus, auf dessen Seite Teilhard eingeordnet werden kann. Mit dem Ziel materialistische Ideologien abzuwehren und idealistische oder christliche Positionen und deren Mischformen zu propagieren, vertraten neben Teilhard viele andere Theologen und Philosophen neo-vitalistische und orthogenetische Ideen, z. B. der deutsche Naturwissenschaftler und Naturphilosoph Bernhard Bavink.
Mit der Begründung der Molekularbiologie und der Gentechnik ab den frühen 1950er Jahren, durch die die Vorgänge der Reproduktion, Fortpflanzung und Vererbung im Bereich des Lebenden entdeckt und erforscht wurden, vollbrachte die moderne Evolutionsbiologie das, was Teilhard nicht für möglich gehalten hatte, und die meisten zeitgenössischen Philosophen und Theologen nicht realisieren wollten oder konnten: Das orthogenetische Prinzip wurde durch ein darwinistisches Prinzip ersetzt. Damit waren Teilhards Evolutionstheorien und -erklärungen überholt.

## Rezeption
Der Biologe Heinz Penzlin hält Teilhards teleologisch-evolutionäre Weltsicht für unrealistisch:

„Dieser ungemein kühne, aus biologischer Sicht aber unhaltbare Entwurf, der von Teilhard in missionarischer Form vorgetragen wird, besteht aus einer bunten Mischung aus Wahrem, Halbwahrem und Spekulativem, ohne dass das jeweils deutlich gemacht wird.“

1966 ordnete der Philosoph und Theologe Karl Schmitz-Moormann, der mehrere Bücher Teilhards übersetzt und herausgegeben hat, Teilhards Weltentwurf wie folgt in die Geistesgeschichte der (westlichen) Menschheit ein:

„Teilhard deckt Perspektiven auf, die völlig neue Aspekte des Universums ins Blickfeld treten lassen und folglich auch in den bisherigen Weltsystemen – seien sie scholastisch, idealistisch oder marxistisch – nicht vorkommen. […] Das Neue, das Teilhard sichtbar macht und das die Grenzen unserer bisherigen Welt sprengt, erfordert eine weitgehende Neuorientierung, und zwar nicht nur, was das Materielle, sondern auch, was das Spirituelle betrifft.“

Francis G. Elliott, Biochemiker und Theologe, jesuitischer Mitbruder Teilhards:

„Es ist unmöglich, Teilhards Weltanschauung mit einem älteren System zu vergleichen. Teilhards ganzes Denken gründet auf einem fundamentalen Axiom: das Universum ist Evolution. [...] Teilhard ist einzigartig in seinem Anspruch auf Vollständigkeit bei der Betrachtung des Menschen und seines Universums. Der Mensch wird hier in der Totalität seines Kosmos erforscht, in den Dimensionen von Zeit und Raum in ihrer geschichtlichen und weltbedeutenden Einheit. […] Sein Werk darf mehr als jedes andere den Titel „Universalgeschichte“ beanspruchen. [...] Man kann es auch eine neuartige Philosophie nennen, denn darin werden die berühmten drei Fragen gestellt und beantwortet: Woher kommen wir? – Was sind wir? – Wohin gehen wir?“